# جيم ستيل (لاعب كرة قدم)
جيم ستيل (بالإسبانية: Jim Steel)‏ (4 ديسمبر 1959 في المملكة المتحدة - ) هو لاعب كرة قدم إسباني في مركز الهجوم. لعب مع أولدهام أثلتيك وبورت فايل وديبورتيفو لاكورونيا ونادي ترانمير روفرز لكرة القدم ونادي ريكسهام وويغان أتلتيك.

## وصلات خارجية
- جيم ستيل على موقع قاعدة بيانات كرة القدم.إي يو (الإنجليزية)